# Max König (Politiker, April 1868)
Max Georg Ernst König (* 6. April 1868 in Berlin; † 1946 ebenda) war ein deutscher Politiker (SPD/USPD/KPD/SAP),  Gewerkschafter und führender Funktionär des „Verbandes Volksgesundheit“, der Dachorganisation der sozialistischen Lebensreform- und Naturheilbewegung. 

## Leben
König war gelernter Feinmechaniker und besuchte eine Werkmeisterschule. Zunächst war er Gehilfe, dann Werkmeister einer Telegraphenbauanstalt. 1888 trat König der Sozialdemokratischen Partei Deutschlands (SPD) bei. Von 1897 bis 1910 war er Herausgeber der „Reformblätter. Illustriertes Monatsblatt für alle hygienischen Reformen (später: Illustrierte Zeitschrift für hygienische Reformen und für volksverständliche Gesundheitspflege)“ in Hannover-Wülfel. 1912 zog er nach Dresden bzw. Niederlößnitz, wo er im Gradsteg 46 wohnte, dem Landhaus, das ab 1920 dann dem Maler Paul Wilhelm gehörte. König reiste quer durch das Land, um in sozialdemokratischen Ortsvereinen und Naturheilgruppen über Gesundheitspflege zu referieren. Von 1913 bis 1920 fungierte er als Erster Vorsitzender bzw. Zweiter Geschäftsführer des „Verbandes Volksgesundheit“ (VVg). Neben Hermann Wolf, dem Gründer des VVg, hatte König großen Anteil an der Integration des VVg in die sozialistische Arbeiterbewegung. König modernisierte innerhalb weniger Monate die Organisation und baute das kleine Warenlager des VVg zu einer großen Einkaufsstelle mit Versandabteilung aus. Der Ausbruch des Ersten Weltkrieges unterbrach indessen die organisatorische Aufwärtsentwicklung des VVg, die König erfolgreich  vorangetrieben hatte.
1917 wechselte König zur Unabhängigen Sozialdemokratischen Partei Deutschlands (USPD). Ab Juni 1920 war er als besoldeter Stadtrat (Kämmerer) in Weißenfels tätig. 1920 befürwortete König wie andere Linke in der USPD-Bezirksorganisation Halle-Merseburg den Anschluss an die III. Internationale und die Vereinigung mit der Kommunistischen Partei Deutschlands (KPD). Im Februar 1921 wurde er im Wahlkreis Merseburg für die KPD in den Preußischen Landtag gewählt, dem er bis zum Ende der Legislaturperiode 1924 angehörte. Ende November 1924 wurde König als Kämmerer in Weißenfels abgelöst und in den einstweiligen Ruhestand versetzt, offiziell aus finanziellen Gründen. König legte Widerspruch ein, da er politische Motive für seine Entlassung vermutete. Von November 1925 bis Juni 1932 war er ehrenamtlicher Geschäftsführer des Gewerkschaftshauses in Weißenfels. Wegen politischer Differenzen trat König 1927 aus der KPD aus. 1932 schloss er sich der Sozialistischen Arbeiterpartei Deutschlands (SAP) an. Im selben Jahr ging er in den Ruhestand und war aber 1932/33 noch als ehrenamtlicher Wohlfahrtspfleger in Berlin-Charlottenburg tätig.
Nach der „Machtergreifung“ der Nationalsozialisten 1933 wurde König die Pension gestrichen. Er sah sich gezwungen, erneut berufstätig zu werden. Bis 1939 arbeitete er als Versicherungsagent im Raum Dresden-Radebeul. Anschließend war er von Januar 1940 bis Juni 1943 als Kassierer bei der Victoria-Lebensversicherung in Osnabrück, ab Juli 1943 als Buchhalter in der Firma seines Neffen Günter König tätig.